# WWE 2k15
WWE 2K15 este un joc de wrestling, care a fost primul pe generația a 8-a de console e. Jocul are 5 storyline-ur reale numite 2k showcase : Hustle, Loyality, Disrespect despre John Cena și CM Punk, Best Friends, Bitter Enemies despre HHH și HBK, One More Match despre Christian și Randy Orton, Hall of Pain despre Mark Henry și Path of The Warrior despre The Ultimate Warrior. Primele două fiind gratuite la achiziționarea jocului.  Acest joc a fost portat pe XBox One și 360, PlayStation 3 si 4 si PC. My Career este un mod care îți dă voie să creezi un persoanj și să îi faci o carieră. Pe coperta jocului e John Cena .